# Ivo Mapunda
Ivo Philip Mapunda (sinh ngày 12 tháng 4 năm 1984 ở Dar es Salaam) là một thủ môn bóng đá người Tanzania thi đấu cho Simba SC.

## Sự nghiệp
Mapunda khởi đầu sự nghiệp cùng với Young Africans và ký hợp đồng vào tháng 7 năm 2008 cho Saint-George SA. Vào tháng 11 năm 2009, anh rời khỏi câu lạc bộ của Giải bóng đá ngoại hạng Ethiopia Saint-George SA để ký hợp đồng cho mượn 6 tháng cùng với African Lyon.
Năm 2012, anh gia nhập Gor Mahia.

## Sự nghiệp quốc tế
Anh thi đấu quốc tế cho Đội tuyển bóng đá quốc gia Tanzania.